# Moa (fartyg)
Moa är ett fartyg vars skrov återfanns i Västergötland under slutet av 1990-talet. Slupens tillverkare och tidigare förflutna är okänt. Skrovet är av järn och bedöms vara tillverkat under tidigt 1900-tal.
Skrovet är renoverat och slupen i övrigt byggd under början av 2000-talet. Efter sju års arbete sjösattes och döptes slupen 2 juni 2007.
Maskinen är en tvåcylindrig ångmaskin om 10 ind hk tillverkad 2002 av B2 Ånga i Forsvik. Ångpannan med stående tuber är tillverkad 2001 av Saltängens Mekaniska i Norrköping.
Slupen är godkänd för 12 passagerare. Ägare är Benny Davidsson Norrköpings Ångbåtsförening.

| Båtdata    | Idag        |
| ---------- | ----------- |
| Längd öa   | 10,25 meter |
| Bredd      | 2,25 meter  |
| Djupgående | 0,8 meter   |
| Brt/Nrt    | -           |

## Historik
- 2007	2 juni. Slupen sjösattes och döptes.
- 2009	6 juni. Passagerarturer i Norrköping.
- 2009	6 juli tom 2 augusti. Passagerarturer i Söderköping.
- 2009	6 oktober. Slupen medverkade vid invigningen av Sandviksbryggan vid Krokek.